# Orges Shehi
Orges Shehi (Durazzo, 25 settembre 1977) è un allenatore di calcio ed ex calciatore albanese, di ruolo portiere, tecnico del Ballkani.

## Carriera

### Nazionale
È stato convocato per la prima volta nel 1998 e ha esordito ufficialmente con la maglia della nazionale albanese il 17 novembre 2010 nella partita amichevole contro la Macedonia, subentrando al 46'.
Viene convocato per gli Europei 2016 in Francia.

## Statistiche

### Presenze e reti nei club
Statistiche aggiornate al 24 agosto 2017.
| Stagione                | Squadra                 | Campionato              | Campionato | Campionato | Coppe nazionali | Coppe nazionali | Coppe nazionali | Coppe continentali | Coppe continentali | Coppe continentali | Altre coppe | Altre coppe | Altre coppe | Totale | Totale   |
| Stagione                | Squadra                 | Comp                    | Pres       | Reti       | Comp            | Pres            | Reti            | Comp               | Pres               | Reti               | Comp        | Pres        | Reti        | Pres   | Reti     |
| ----------------------- | ----------------------- | ----------------------- | ---------- | ---------- | --------------- | --------------- | --------------- | ------------------ | ------------------ | ------------------ | ----------- | ----------- | ----------- | ------ | -------- |
| 1994-1995               | Teuta                   | KP                      | 1          | -?         | CA              | 0               | 0               | -                  | -                  | -                  | -           | -           | -           | 1      | -?       |
| 1995-1996               | Teuta                   | KP                      | 0          | 0          | CA              | 0               | 0               | -                  | -                  | -                  | -           | -           | -           | 0      | 0        |
| 1996-1997               | Teuta                   | KP                      | 9          | -?         | CA              | 0               | 0               | -                  | -                  | -                  | -           | -           | -           | 9      | -?       |
| 1997-1998               | Teuta                   | KP                      | 32         | -?         | CA              | 0               | 0               | -                  | -                  | -                  | -           | -           | -           | 32     | -?       |
| 1998-1999               | Bylis Ballsh            | KS                      | 29         | -?         | CA              | 0               | 0               | -                  | -                  | -                  | -           | -           | -           | 29     | -?       |
| 1999-2000               | Teuta                   | KS                      | 26         | -?         | CA              | 0               | 0               | -                  | -                  | -                  | -           | -           | -           | 26     | -?       |
| 2000-2001               | Teuta                   | KS                      | 25         | -?         | CA              | 0               | 0               | CU                 | 2                  | -6                 | SA          | 1           | -1          | 28     | -7+      |
| 2001-2002               | Teuta                   | KS                      | 23         | -?         | CA              | 0               | 0               | -                  | -                  | -                  | -           | -           | -           | 23     | -?       |
| 2002-2003               | Teuta                   | KS                      | 25         | -25        | CA              | 0               | 0               | -                  | -                  | -                  | -           | -           | -           | 25     | -25      |
| 2003-2004               | Teuta                   | KS                      | 27         | -31        | CA              | 0               | 0               | -                  | -                  | -                  | -           | -           | -           | 27     | -31      |
| Totale Teuta            | Totale Teuta            | Totale Teuta            | 168        | -56+       |                 | 0               | 0               |                    | 2                  | -6                 |             | 1           | -1          | 171    | -63+     |
| 2004-2005               | Vllaznia                | KS                      | 34         | -?         | CA              | 0               | 0               | Int                | 4                  | -4                 | -           | -           | -           | 38     | -4+      |
| 2005-gen. 2006          | Vllaznia                | KS                      | 5          | -9         | CA              | 0               | 0               | -                  | -                  | -                  | -           | -           | -           | 5      | -9       |
| Totale Vllaznia         | Totale Vllaznia         | Totale Vllaznia         | 39         | -9+        |                 | 0               | 0               |                    | 4                  | -4                 |             | -           | -           | 43     | -13+     |
| gen.-giu. 2006          | Partizani Tirana        | KS                      | 24         | -21        | CA              | 0               | 0               | -                  | -                  | -                  | -           | -           | -           | 24     | -21      |
| 2006-2007               | Partizani Tirana        | KS                      | 32         | -?         | CA              | 0               | 0               | Int                | 2                  | -5                 | -           | -           | -           | 34     | -5+      |
| 2007-2008               | Partizani Tirana        | KS                      | 33         | -?         | CA              | 0               | 0               | -                  | -                  | -                  | -           | -           | -           | 33     | -?       |
| 2008-2009               | Partizani Tirana        | KS                      | 32         | -?         | CA              | 6               | -?              | -                  | -                  | -                  | -           | -           | -           | 38     | -?       |
| Totale Partizani Tirana | Totale Partizani Tirana | Totale Partizani Tirana | 121        | -21+       |                 | 6               | 0+              |                    | 2                  | -5                 |             | -           | -           | 129    | -26+     |
| 2009-2010               | Besa Kavajë             | KS                      | 31         | -25        | CA              | 7               | -?              | -                  | -                  | -                  | -           | -           | -           | 38     | -25+     |
| lug. 2010               | Besa Kavajë             | KS                      | 0          | 0          | CA              | 0               | 0               | UEL                | 1                  | -5                 | -           | -           | -           | 1      | -5       |
| Totale Besa Kavajë      | Totale Besa Kavajë      | Totale Besa Kavajë      | 31         | -25        |                 | 7               | 0+              |                    | 1                  | -5                 |             | -           | -           | 39     | -30+     |
| 2010-2011               | Skënderbeu              | KS                      | 33         | -23        | CA              | 5               | -5+             | -                  | -                  | -                  | -           | -           | -           | 38     | -28+     |
| 2011-2012               | Skënderbeu              | KS                      | 25         | -16        | CA              | 13              | -8              | UCL                | 2                  | -6                 | SA          | 1           | -1          | 41     | -31      |
| 2012-2013               | Skënderbeu              | KS                      | 26         | -14        | CA              | 6               | -8              | UCL                | 2                  | -3                 | SA          | 1           | -2          | 35     | -27      |
| 2013-2014               | Skënderbeu              | KS                      | 32         | -32        | CA              | 7               | -2              | UCL+UEL            | 4+2                | -5; -1             | SA          | 1           | -1          | 46     | -41      |
| 2014-2015               | Skënderbeu              | KS                      | 36         | -18; 1     | CA              | 4               | -4              | UCL                | 2                  | -1                 | SA          | 1           | 0           | 43     | -23; 1   |
| 2015-2016               | Skënderbeu              | KS                      | 35         | -25        | CA              | 4               | -3              | UCL+UEL            | 6+6                | -10; -13           | SA          | 0           | 0           | 51     | -51      |
| 2016-2017               | Skënderbeu              | KS                      | 36         | -22        | CA              | 7               | -6              | -                  | -                  | -                  | SA          | 1           | -3          | 44     | -31      |
| 2017-2018               | Skënderbeu              | KS                      | 0          | 0          | CA              | 0               | 0               | UEL                | 8                  | -5                 | -           | -           | -           | 8      | -5       |
| Totale Skënderbeu       | Totale Skënderbeu       | Totale Skënderbeu       | 223        | -150; 1    |                 | 46              | -36+            |                    | 32                 | -44                |             | 5           | -7          | 306    | -237+; 1 |
| Totale carriera         | Totale carriera         | Totale carriera         | 611        | -261+; 1   |                 | 59              | -36+            |                    | 41                 | -64                |             | 6           | -8          | 717    | -369+; 1 |

### Cronologia presenze e reti in nazionale
| Cronologia completa delle presenze e delle reti in nazionale ― Albania | Cronologia completa delle presenze e delle reti in nazionale ― Albania | Cronologia completa delle presenze e delle reti in nazionale ― Albania | Cronologia completa delle presenze e delle reti in nazionale ― Albania | Cronologia completa delle presenze e delle reti in nazionale ― Albania | Cronologia completa delle presenze e delle reti in nazionale ― Albania | Cronologia completa delle presenze e delle reti in nazionale ― Albania | Cronologia completa delle presenze e delle reti in nazionale ― Albania |
| Data                                                                   | Città                                                                  | In casa                                                                | Risultato                                                              | Ospiti                                                                 | Competizione                                                           | Reti                                                                   | Note                                                                   |
| ---------------------------------------------------------------------- | ---------------------------------------------------------------------- | ---------------------------------------------------------------------- | ---------------------------------------------------------------------- | ---------------------------------------------------------------------- | ---------------------------------------------------------------------- | ---------------------------------------------------------------------- | ---------------------------------------------------------------------- |
| 17-11-2010                                                             | Coriza                                                                 | Albania                                                                | 0 – 0                                                                  | Macedonia                                                              | Amichevole                                                             | -                                                                      | 46’                                                                    |
| 29-2-2012                                                              | Tbilisi                                                                | Georgia                                                                | 2 – 1                                                                  | Albania                                                                | Amichevole                                                             | -                                                                      | 89’                                                                    |
| 22-5-2012                                                              | Madrid                                                                 | Qatar                                                                  | 1 – 2                                                                  | Albania                                                                | Amichevole                                                             | -1                                                                     |                                                                        |
| 15-11-2013                                                             | Adalia                                                                 | Albania                                                                | 0 – 0                                                                  | Bielorussia                                                            | Amichevole                                                             | -                                                                      | 60’                                                                    |
| 5-3-2014                                                               | Durazzo                                                                | Albania                                                                | 2 – 0                                                                  | Malta                                                                  | Amichevole                                                             | -                                                                      | 85’                                                                    |
| 8-6-2014                                                               | Serravalle                                                             | San Marino                                                             | 0 – 3                                                                  | Albania                                                                | Amichevole                                                             | -                                                                      | 46’                                                                    |
| 13-11-2015                                                             | Pristina                                                               | Kosovo                                                                 | 2 – 2                                                                  | Albania                                                                | Amichevole                                                             | -                                                                      | 77’                                                                    |
| 29-3-2016                                                              | Lussemburgo                                                            | Lussemburgo                                                            | 0 – 2                                                                  | Albania                                                                | Amichevole                                                             | -                                                                      | 59’                                                                    |
| Totale                                                                 |                                                                        | Presenze                                                               | 8                                                                      |                                                                        | Reti                                                                   | -1                                                                     |                                                                        |

## Palmarès

### Giocatore

#### Club
- Coppa d'Albania: 3

Teuta: 1994-1995, 1999-2000
Besa Kavajë: 2009-2010
- Campionato albanese: 6

Skënderbeu: 2010-2011, 2011-2012, 2012-2013, 2013-2014, 2014-2015, 2015-2016
- Supercoppa d'Albania: 2

Skënderbeu: 2013, 2014

#### Individuale
- Calciatore albanese dell'anno: 1

2012

### Allenatore
- Supercoppa albanese : 1

Skënderbeu: 2018
- Campionato albanese: 1

Tirana: 2021-2022